# Hosejn Golabi
Hosejn Golabi (pers. حسین گلابی) – irański zapaśnik w stylu wolnym. Zdobył srebrny medal w mistrzostwach Azji w 1983 roku.